# Johnny Hotbody
Johnny Weiss (* 12. Juni 1963 in Philadelphia, Pennsylvania) ist ein ehemaliger US-amerikanischer Wrestler. Er wurde vor allem durch seine Arbeit in der Tri-State Wrestling Alliance (TWA) beziehungsweise in der Nachfolgepromotion Extreme Championship Wrestling bekannt, wo er der erste Triple-Crown-Champion wurde.

## Leben
Johnny Hotbody begann seine Wrestlingkarriere in den späten 1980ern. Er trainierte bei Larry Sharpes The Monster Factory und debütierte 1988 in diversen Independent-Promotions in New Jersey und Pennsylvania. Er unterschrieb dann 1990 bei der Tri-State Wrestling Alliance (TWA), wo er sich rasch einen Namen machte. Unter anderem fehdete er gegen Tony Stetson und hielt die Tag-Team-Championship zusammen mit Larry Winters.
Als kurz darauf die TWA schloss, kam er 1991 ins Roster der Nachfolgepromotion Eastern Championship Wrestling (ECW), aus der später extreme Championship Wrestling wurde. Am 26. April 1992 durfte er Jimmy Snuka besiegen und wurde damit zweiter Träger der ECW Heavyweight Championship. Nach drei Monaten musste er den Titel wieder an Snuka abgeben. Am 12. August 1992 wurde er erster ECW Television Champion, nachdem er gegen Larry Winters ein Turnierfinale gewann. Einen Monat später brach er sich das Schienbein und musste den Gürtel wieder abgeben.
Nach einem Jahr Zwangspause kehrte er 1993 in den Ring zurück und gründete zusammen mit Chris Candido das Tag Team The Suicide Blondes. So gewann er am 3. April 1993 den ECW Tag Team Championship, was ihm zum ersten Triple-Crown-Sieger der ECW machte. Die „Triple Crown“ besteht aus dem Gewinn der drei Haupttitel einer Promotion. Das Tag Team bekam mit Chris Michaels später Zuwachs, so dass sie anschließend unter der Freebird Rule antraten. Zu dritt gewannen sie die Tag-Team-Championship später ein zweites Mal. Als Candido jedoch zu Smoky Mountain Wrestling wechselte, bekamen sie den Titel aberkannt. Die folgenden Champions The Dark Patriot (Doug Gilbert) und Eddie Gilbert bekamen ihren Titel 54 Tage später ebenfalls aberkannt, nachdem beide ECW verließen. Anschließend wurde Hotbody zusammen mit Tony Stetson zu den neuen Champions ernannt und behielten die Titel bis zum 13. November 1993. Dies markierte auch die letzte Titelregentschaft von Hotbody in der ECW. Mit der neuen Ausrichtung der ECW unter Paul Heyman, die sich immer mehr dem Hardcore-Wrestling zuwandte, wurde er immer mehr zum Jobber degradiert und verließ die Promotion 1995. Anschließend war er noch für ein paar Jahre in Independent-Ligen aktiv, unter anderem in der NWA Jersey, zog sich dann aber gänzlich vom Wrestling zurück.

## Titel
- Eastern Championship Wrestling
  - ECW Heavyweight Championship (1×)
  - ECW Tag Team Championship (3×) – mit Chris Candido und Chris Michaels (2×) sowie Tony Stetson (1×)
  - ECW World Television Championship (1×)
  - Erster ECW Triple Crown Champion
- NWA New Jersey
  - NWA World Light Heavyweight Champion (New Jersey Version) (1×)
- Tri-State Wrestling Alliance
  - TWA Tag Team Championship (1×) – mit Larry Winters
- World Wrestling Association
  - WWA Junior Heavyweight Championship (2×)
- Weitere Titel
  - NAWA United States Heavyweight Championship (1×)